# Stade de Vanves Basket
El Stade de Vanves Basket es un equipo de baloncesto francés con sede en la ciudad de Vanves, que compite en la NM2, la cuarta competición de su país. Disputa sus partidos en la Salle André Roche,con capacidad para 500 espectadores.

## Posiciones en liga
- 2005 - (1-N2)
- 2006 - (8-N1)
- 2007 - (16-N1)
- 2008 - (N2)
- 2009 - (8-NM2)
- 2010 - (2-NM2)
- 2011 - (2-NM2)
- 2012 - (5-NM2)
- 2013 - (3-NM2)
- 2014 - (8-NM2)
- 2015 - (6-NM2)
- 2016 - (6-NM2)
- 2017 - (5-NM2)
- 2018 - (7-NM2)
- 2019 - (1-NM2)
- 2020 - (13-NM1)
- 2021 - (14-NM1)
- 2022 - (6-NM2)

## Palmarés
- Segundo Grupo C NM2 - 2010,2011